# 中西真知子
中西 真知子（なかにし まちこ、1976年9月19日 - ）は、日本の元トライアスロン選手。大阪府出身。羽衣学園中学校・高等学校、桃山学院大学経済学部経済学科卒業

## 来歴
3歳で水泳を始め、大学在学中にトライアスロン転向。
2004年アテネオリンピックに出場し、2時間08分51秒06で20位に終わった。
2012年引退し、現在は楽しく、トライアスロンスクールで、指導に当たっている。
2023年4月23日投開票の貝塚市議会議員選挙に大阪維新の会公認で出馬、候補者19人中3位の1984票を獲得して初当選した。